# Thea Fierens
Theodora Octavie (Thea) Fierens (Oostburg, 4 mei 1950) is een Nederlands politicus. Zij was namens de Partij van de Arbeid van 2003 tot 2006 lid van de Tweede Kamer.
Thea Fierens volgde een opleiding tot gezondheidskundige en een voortgezette opleiding sociale pedagogiek. Ze was aanvankelijk korte tijd werkzaam als docent vormingswerk. Van 1975 tot 1984 was ze stafmedewerker en coördinator van de Landelijke Vereniging van Wereldwinkels. Vervolgens trad ze in dienst van het ministerie van Buitenlandse Zaken en was ze gemeentesecretaris van achtereenvolgens Wormer (1989-1990), Wormerland (1991-1993) en Noordwijk (1993-1998). Ook was ze voorzitter van de Evert Vermeer Stichting.
Van 2000 tot 2003 was Fierens algemeen directeur van SNV Nederlandse Organisatie Ontwikkelingssamenwerking, aanvankelijk als interim. Bij de Tweede Kamerverkiezingen 2003 werd ze gekozen in het parlement. Zij hield zich in het parlement onder andere bezig met ontwikkelingssamenwerking, binnenlands bestuur en gelijke behandeling. Ook was ze ondervoorzitter van de vaste commissie voor Volkshuisvesting, Ruimtelijke Ordening en Milieubeheer. In 2004 werd er in de Kamer een motie van haar aangenomen waarin gepleit werd dat het inkomen van de minister-president bovengrens zou moeten zijn in de (semi)publieke sector. Later zou het opinieblad Vrij Nederland berichtten dat Fierens als directeur van SNV een veel hogere vergoeding opstreek. Fierens verdedigde zich hierop door te stellen dat de vergoeding ging naar het consultancybureau dat haar had uitgeleend, en dat zij een veel lager inkomen kreeg.
Bij de Tweede Kamerverkiezingen 2006 was Fierens niet meer herkiesbaar. Op 29 november 2006 nam ze afscheid van het parlement. Sinds 2008 is Fierens lid van de directie van UNFPA, het bevolkingsfonds van de Verenigde Naties.
- Parlement.com: vge7dtpk2rz2